# Václav Zeman
Václav Zeman (* 29. srpna 1947) je bývalý český fotbalista.

## Fotbalová kariéra
V československé lize hrál za Spartu Praha. Nastoupil v 5 ligových utkáních a dal 2 góly. Začínal v Roudnici nad Labem.

## Ligová bilance
| Ročník                                   | Zápasy | Góly | Klub         |
| ---------------------------------------- | ------ | ---- | ------------ |
| 1. československá fotbalová liga 1969/70 | 5      | 2    | Sparta Praha |
| CELKEM                                   | 5      | 2    |              |